# Turistort

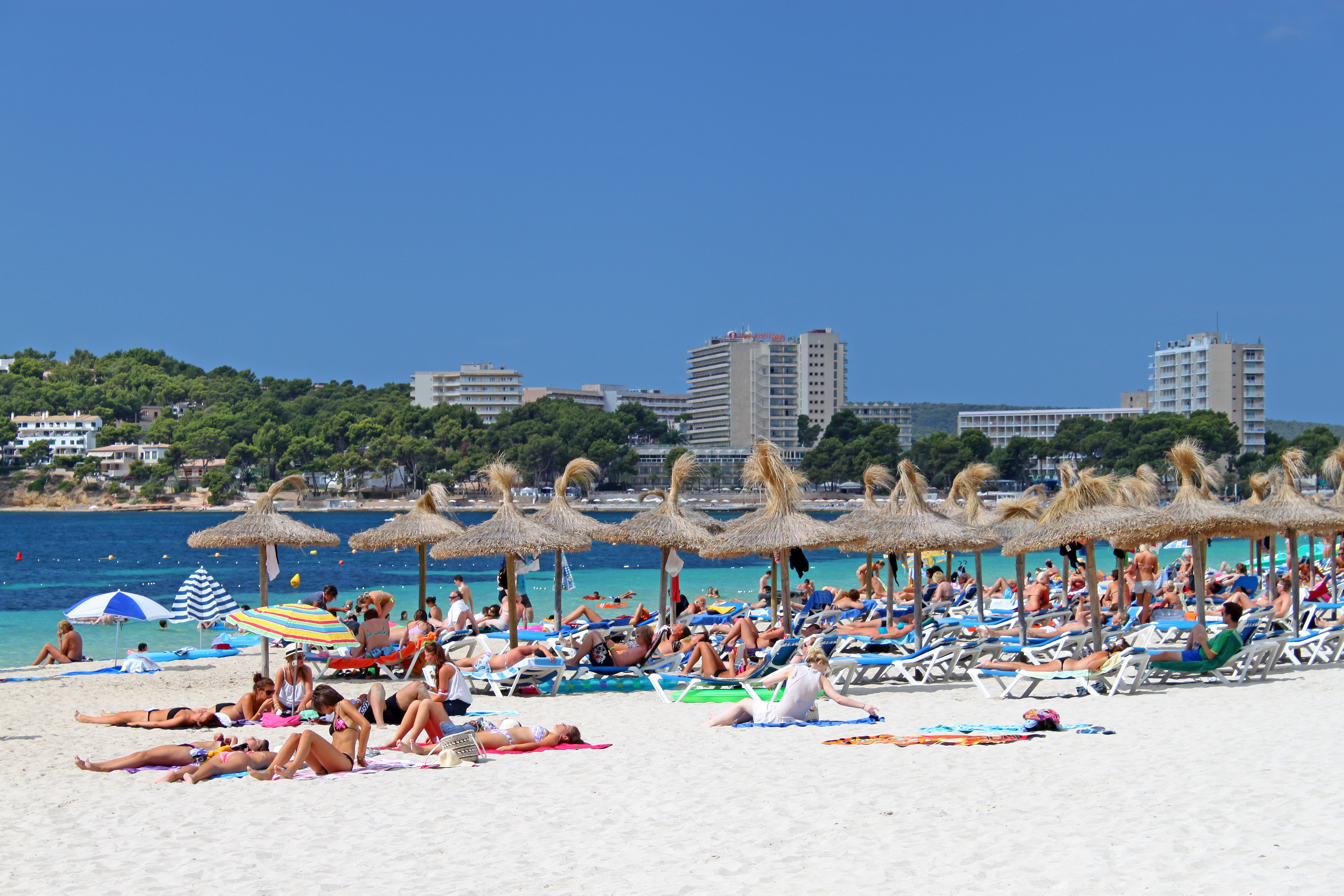
Magaluf på Mallorca är en turistort.

En turistort är en ort som besöks av en större mängd turister. Det rör sig om platser som kan vara mycket populära bland turister. Utmärkande för vissa turistorter är att andelen turister är så stor att de ibland nästan märks mer än ortens egna invånare. Det finns också ofta souvenirbutiker på flera platser i orten och turistinformationer. Ett exempel på turistort är Magaluf på Mallorca.